# Monumento a los mártires del 9 de enero de 1964
El monumento a los mártires del 9 de enero de 1964 es dedicado por la Autoridad del Canal de Panamá (ACP) a los mártires del 9 de enero de 1964.  Fue diseñado por Alcides Ponce Patiño, Evángelo Vamvas y Tamara Salamín, trabajadores canaleros de la sección de Arquitectura de la ACP.
El monumento está ubicado en la Plaza del Centro de Capacitación Ascanio Arosemena (antigua Escuela Secundaria de Balboa) y fue inaugurado el 9 de enero de 2003.

## Historia

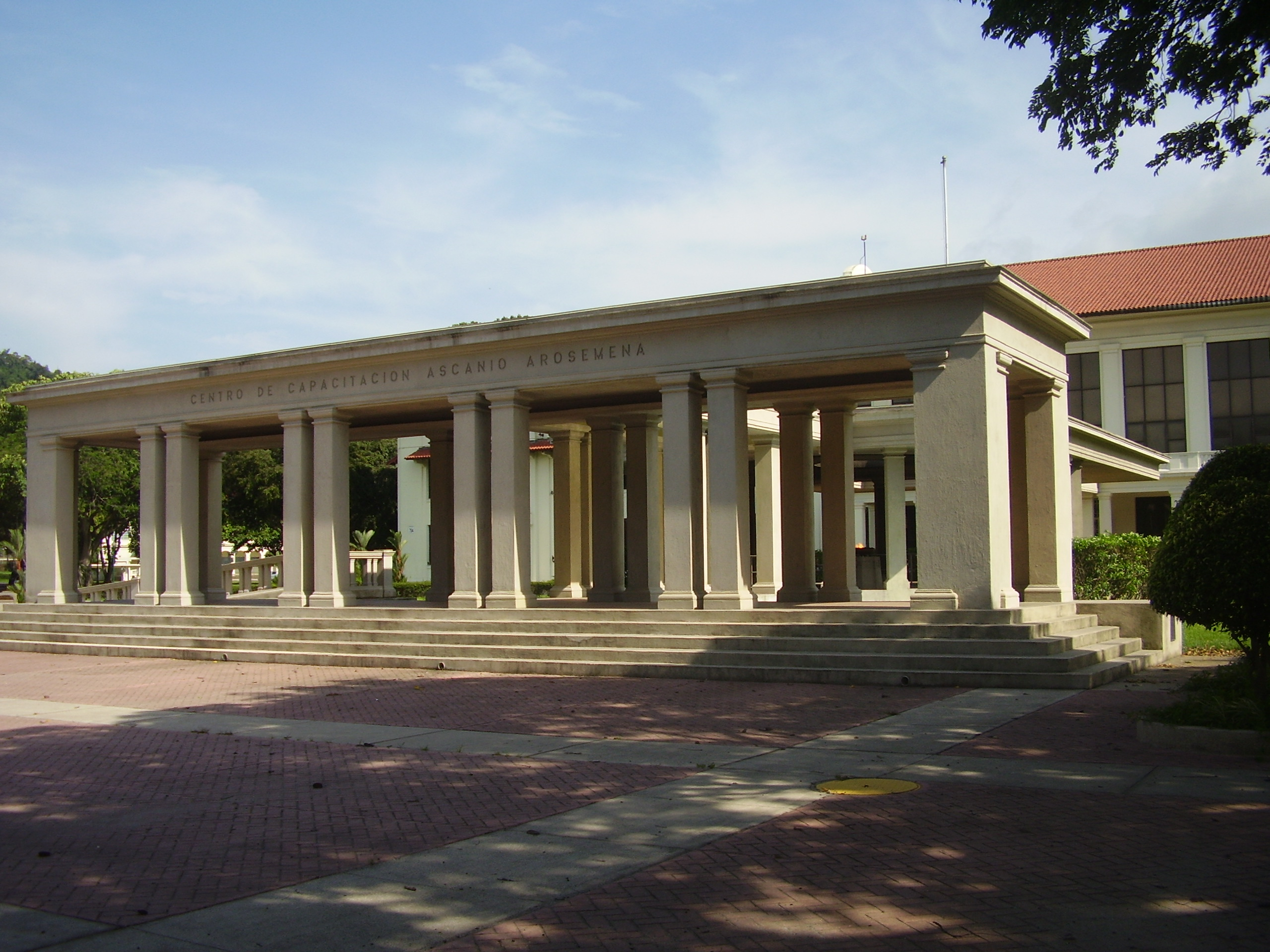
Fachada del monumento a los mártires.

El monumento consta de una entrada con columnas que “representan al istmo panameño flanqueado a ambos lados por piletas reflectivas que aluden a los dos océanos”. En la parte central del monumento, se halla la base restaurada del asta original de la bandera, sitio exacto del inicio de la confrontación del 9 de enero de 1964. Esta base está rodeada por 21 columnas con placas que llevan los nombres de cada uno de los 21 mártires de la gesta patriótica, con el objetivo simbólico de “custodiar la base”.  Los nombres de los caídos, grabados en el tercio inferior de las placas de granito, simbolizan “La vida truncada”; mientras que “el tragaluz sobre la base permite que la claridad del sol y la luz de las estrellas bañen con la verdad y la paz la memoria de los mártires”.
Para honrar especialmente la figura de Ascanio Arosemena, se ha colocado una columna ligeramente desplazada hacia el centro y de cara al cerro Ancón.
El conjunto incluye también una plaza de la bandera que, al estar ubicada en un lugar diferente al original, “simboliza un nuevo comienzo para la Nación”.